# Dragen (film)
Dragen er en dansk børnefilm fra 1996 instrueret af Annette Riisager og efter manuskript af Anne-Marie Mosbech.

## Handling
9-årige Niels er alene med sin mor i et sommerhus. Helst sidder han verdensfjern for sig selv i et skur og bygger et modelskib. Men den forsigtige dreng møder en dag den lidt ældre dominerende Eva, der tiltrækker ham ved sin charme og sine underlige lege. Hun vil lege "kæreste", og hun vil lokke til kysseri, men Niels er i mere end én forstand bange for det dybe vand.

## Medvirkende
- Austa Jespersen, Eva
- Bjarke Smitt Vestermark, Niels
- Mikael Birkkjær, Morbror
- Michael Moritzen, Evas far
- Lene Laub Oksen, Evas fars kæreste